# Ганеш Тхапа
Ганеш Тхапа (неп. गणेश थापा; 9 жовтня 1960) — непальський футболіст, який грав на позиції захисника в національній збірній Непалу, та колишній багаторічний президент Футбольної федерації Непалу. Раніше він також був президентом Федерації футболу Південної Азії та віце-президентом АФК.

## Особисте життя
Ганеш Тхапа є молодшим братом політика Камала Тхапи.

## Футбольна кар'єра
До того, як стати президентом Футбольної федерації Непалу, Тапа був гравцем і капітаном національної футбольної збірної. Він грав за «Іст Бенгал» у футбольній лізі Калькутти. Він також грав у Лізі Дакки за «Мохамеддан», «Рахматгандж» і «Дакка Вондерерс».

## Зміни в непальському футболі, запроваджені Ганешем Тхапою
- Відновив уже зупинену Меморіальну лігу А-Мартір
- Створено молодіжну академію федерації футболу
- Особлива увага надавалась дитячо-юнацькому футболу
- Намагався зробити систему Непальської футбольної ліги більш професійною
- Проводився розвиток системи непальського футболу
- Кращі зручності та винагороди для гравців

## Справа про корупцію
Після справи про корупцію Мохаммеда бін Хаммама британська газета «The Sunday Times» повідомила, що президент Футбольної федерації Непалу Ганеш Тхапа отримав 115 тисяч фунтів від дискваліфікованого президента АФК та виконавчого комітету ФІФА. Агентство «Associated Press» виявило, що Тхапа отримав незаконний подарунок у розмірі 100 тисяч доларів від бін Хаммама в 2009 році. Гроші були перераховані на особистий банківський рахунок сина Тхапи, Гхаурава Тапи.
Пізніше Тхапа заявив, що він позичив гроші для власних потреб, і таке відкриття не заплямує імідж Непалу та непальського футболу.
У листопаді 2015 року комітет з етики ФІФА дискваліфікував Ганеша Тхапа на 10 років. Тхапа, який також був членом парламенту Непалу, оскаржив це рішення в Спортивному арбітражному суді.
У 2016 році Мані Кунвар, шурин Тхапи, став віце-президентом Футбольної федерації Непалу.
У 2017 році Тапа заявив, що стосовно справи про корупцію він уже отримав виправдання в Непалі, і що час доведе, що він невинний у справах за межами Непалу.